# 玛丽特·布拉特贝格·伦
玛丽特·布拉特贝格·伦（挪威語：Marit Bratberg Lund；1997年11月7日—），挪威女子足球运动员，司职后卫，目前效力于布兰体育俱乐部和挪威国家女子足球队。她曾代表挪威参加2023年国际足联女子世界杯。